# Euros
Euros (gr. Εὖρος Euros ‘ten, który pali’, łac. Eurus ‘wiatr południowo-wschodni’, Vulturnus ‘wiatr południowo-wschodni’) – w mitologii greckiej bóg i uosobienie wiatru południowo-wschodniego.

## Opis
Uosabiał wiatr, wiejący z południowego wschodu (lub, według niektórych źródeł, ze wschodu albo północnego wschodu bądź południowego zachodu).
Uchodził za syna tytana Astrajosa i tytanidy Eos oraz za brata Fosforosa (Hesperosa; personifikacji planety Wenus), niektórych gwiazd (personifikacji gwiazd), Boreasza, Notosa, Zefira, przypuszczalnie także Apeliotesa, Kajkiasa, Lipsa, Skirona (personifikacji wiatrów).
Kult jego był rozpowszechniony wśród żeglarzy i rolników. Składano mu w ofierze czarnego barana i koguta.
W sztuce przedstawiany jest zwykle jako starszy mężczyzna z wielkimi skrzydłami u ramion.
Wyobrażenie o bóstwie przejawia się w rzeźbie (fryz z I wieku p.n.e. z wizerunkami ośmiu skrzydlatych bogów wiatrów zdobiący Wieżę Wiatrów w Atenach).